# Kullemåla
Kullemåla är en by norr om Svängsta i Ringamåla socken i nordvästra Blekinge i närheten av smålandsgränsen. Byn ligger öster om Mörrumsån och väster om Mieån. 
Kullemåla hade tidigare ett företag vid namn HB Kullemåla Åkeri. 